# REC 3: Почетак
REC 3: Почетак (или стилизовано [•REC]³: Génesis; скраћено од енгл. recod — снимати) шпански је хорор филм из 2012. године, режисера Пака Плазе, са Летисијом Долером и Дијегом Мартином у главним улогама. Претпоследњи је у филмском серијалу REC и радња тече паралелно са прва два филма.
Ово је једини филм у серијалу који не прати континуитет започет у првом делу, већ причу окреће у другом правцу, на свадбу која постаје још један центар заразе непознатог смртоносног вируса. Иако филм почиње у препознатљивом формату пронађеног снимка, веома брзо се мења на стандардни кинематографски формат, што је још једна од битних разлика у односу на прва два дела. Због углавном негативних реакција публике, продуценти су за последњи део, REC 4: Апокалипса, одлучили да врате Мануелу Веласко и заврше причу о новинарки Анхели Видал.
Од ликова из претходних делова једино Тристана Медеирос има камео појављивање.

## Радња
Венчање Кларе и Колда се претвара у прави хорор када поједини гости почну да показују знаке непознатог вируса који се проширио међу станарима зграде из претходна два дела...

## Улоге
| Глумац               | Улога             |
| -------------------- | ----------------- |
| Летисија Долера      | Клара             |
| Дијего Мартин        | Колдо             |
| Исмаел Мартинез      | Рафа              |
| Алекс Монер          | Адриан            |
| Борха Сантаолаља     | Атун              |
| Емилио Менчота       | ујак Пепе Виктор  |
| Мигел Ангел Гонзалес | „Сунђер Џон”      |
| Гзавје Руано         | свештеник         |
| Хана Солер           | Тита              |
| Клер Башет           | Натали            |
| Ицијар Кастро        | госпођа Памела    |
| Роса Чевалијер       | тетка Ампаро      |
| Хавијер Ботет        | Тристана Медеирос |